# Apanteles muzaffarensis
Apanteles muzaffarensis är en stekelart som beskrevs av Lal 1939. Apanteles muzaffarensis ingår i släktet Apanteles och familjen bracksteklar. Inga underarter finns listade i Catalogue of Life.